# Frank Johnson (koszykarz)
Franklin Lenard Johnson (ur. 23 listopada 1958 w Weirsdale) – amerykański koszykarz, występujący na pozycji rozgrywającego, po zakończeniu kariery trener koszykarski.
Po ukończeniu Wake Forest University został wybrany z nr 11. w drafcie 1981 przez Washington Bullets. Spędził tam 7 sezonów, potem występował w drużynach Houston Rockets i Phoenix Suns. Kolejne dwa lata kariery, 1989–1991, spędził grając w lidze włoskiej. W sezonach 1992/93 i 1993/94 występował w barwach Phoenix Suns.
Jako trener najpierw był asystentem w drużynie Phoenix Suns (1996–1997), a następnie głównym trenerem (2002–2003).
Jest bratem Eddiego (1955–2020), również zawodnika NBA.

## Osiągnięcia
Na podstawie, o ile nie zaznaczono inaczej.
NCAA
- Uczestnik rozgrywek:
  - Elite 8 turnieju NCAA (1977)
  - II rundy turnieju NCAA (1977, 1981)
- Zaliczony do:
  - I składu ACC (1981)
  - II składu ACC (1978, 1979)

NBA
- Finalista NBA (1993)
- Współlider play-off w liczbie celnych rzutów za 3 punkty (1982)[2]